# De onbekende verliezer
De onbekende verliezer (The unknown loser) of te wel Marathonman is een kunstwerk bestaand uit twee reliëfs die te zien zijn in de Marathonweg te Amsterdam-Zuid.
Die straat kruist de Achillesstraat en Herculesstraat, waarbij de toegang tot de noordelijk gedeelten van die straten overspannen zijn door woningen. Die woningen worden daarbij deels gedragen door Grieks aandoende zuilen. Het lag tijdens de bouw in de bedoeling deze zuilen te voorzien van beeldhouwwerken zoals elders in de stad ook werd gedaan (bijvoorbeeld de reliëfs aan de panden aan de Minervalaan). Bij de kruising Marathonweg en Herculesstraat werden twee reliëfs aangebracht aan de kant van de Marathonweg, naar een ontwerp van Kees Smout. Smout kwam met twee platen waarop op elk twee montere en frisse marathonlopers te zien zijn, die de Herculesstraat in lijken te lopen. De twee zuilen naar de Achillesstraat bleven vanwege geldgebrek leeg aan de kant van de Marathonweg.
Toen in het begin van de 21e eeuw de gemeentedienst Monumenten en Archeologie een project begon voor herstelwerkzaamheden aan beelden uit de jaren twintig en dertig, werd gekeken of op plaatsen waar geen kunstwerken waren alsnog kunst geplaatst kon worden. De Israëliër Ram Katzir, die aan de Rietveld Academie studeerde, kwam (als een van twee gevraagde kunstenaars) met aanvullende reliëfs voor de twee zuilen leidend naar de Achillesstraat. Hij ontwierp beeldjes die een sterke gelijkenis vertonen met de twee reliëfs van Smout. De een is een voortzetting van het werk van Smout, maar een van de lopers kijkt om naar het laatste reliëf. Dat beeldje geeft een compleet uitgeputte loper zien, voorovergebogen. Hij verwees met die beeldjes allereerst naar de twee reliëfs van Smout, maar ook naar de straatnaam en de Marathonbuurt ofwel Olympische buurt waarin die ligt. De beelden passen precies bij de Amsterdamse Schoolstijl van de woningen.
De reliëfs zijn te zien op de zuilen onder Marathonweg 37-39 (Smout) en 65-67 (Katzir).

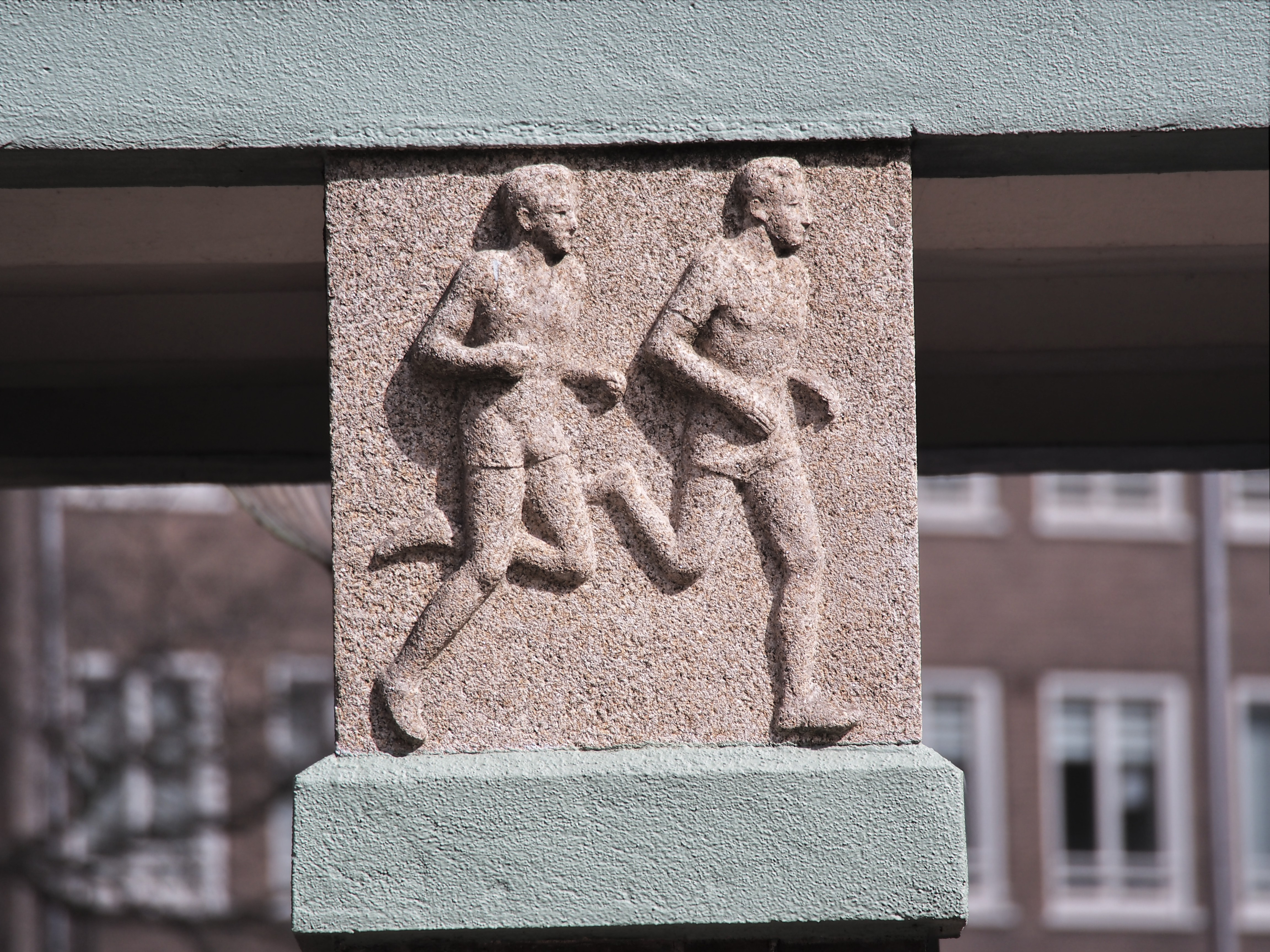
Werk van Smout ingang Herculesstraat (april 2017)
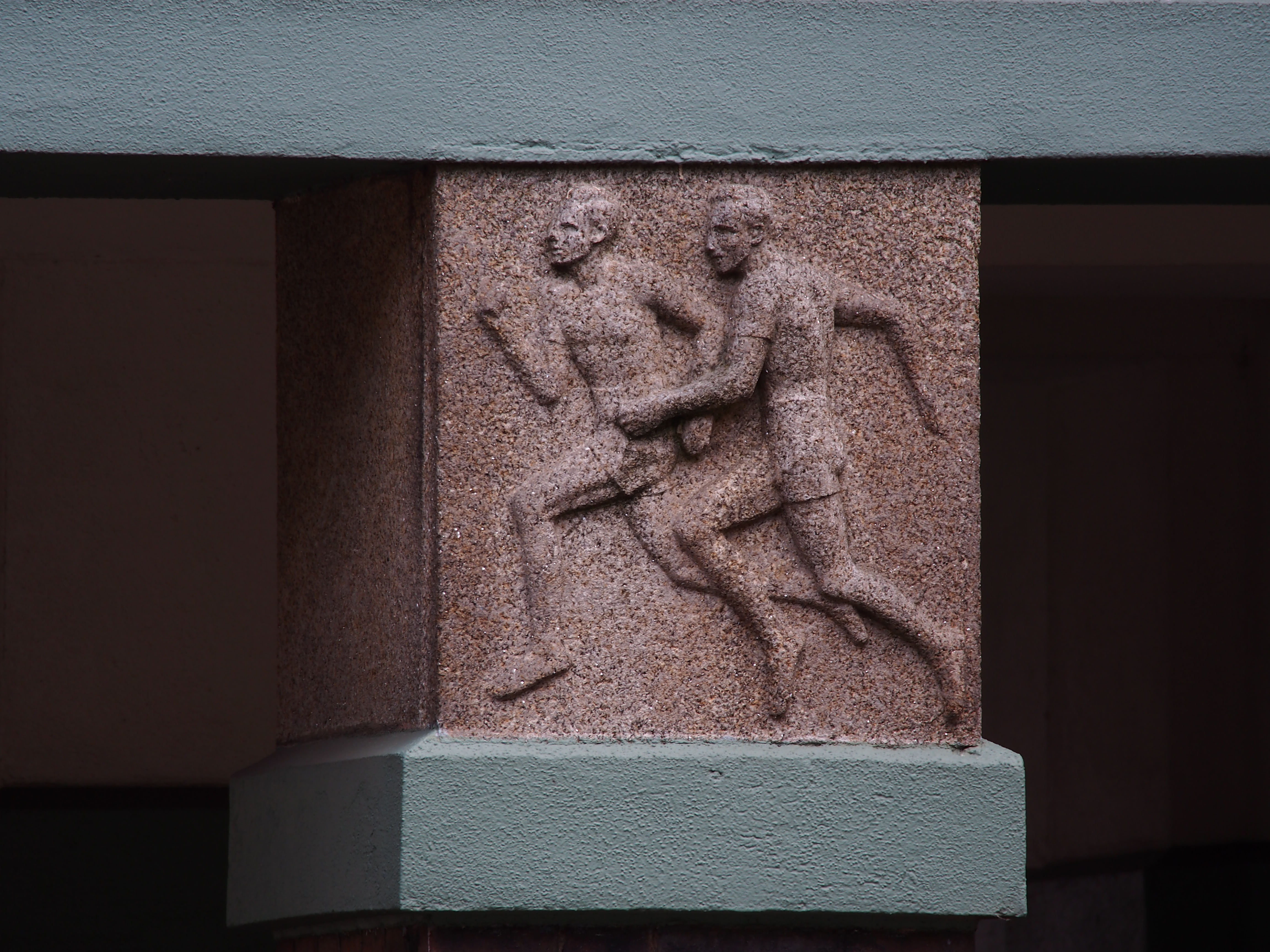
Werk van Smout ingang Herculesstraat (april 2017)
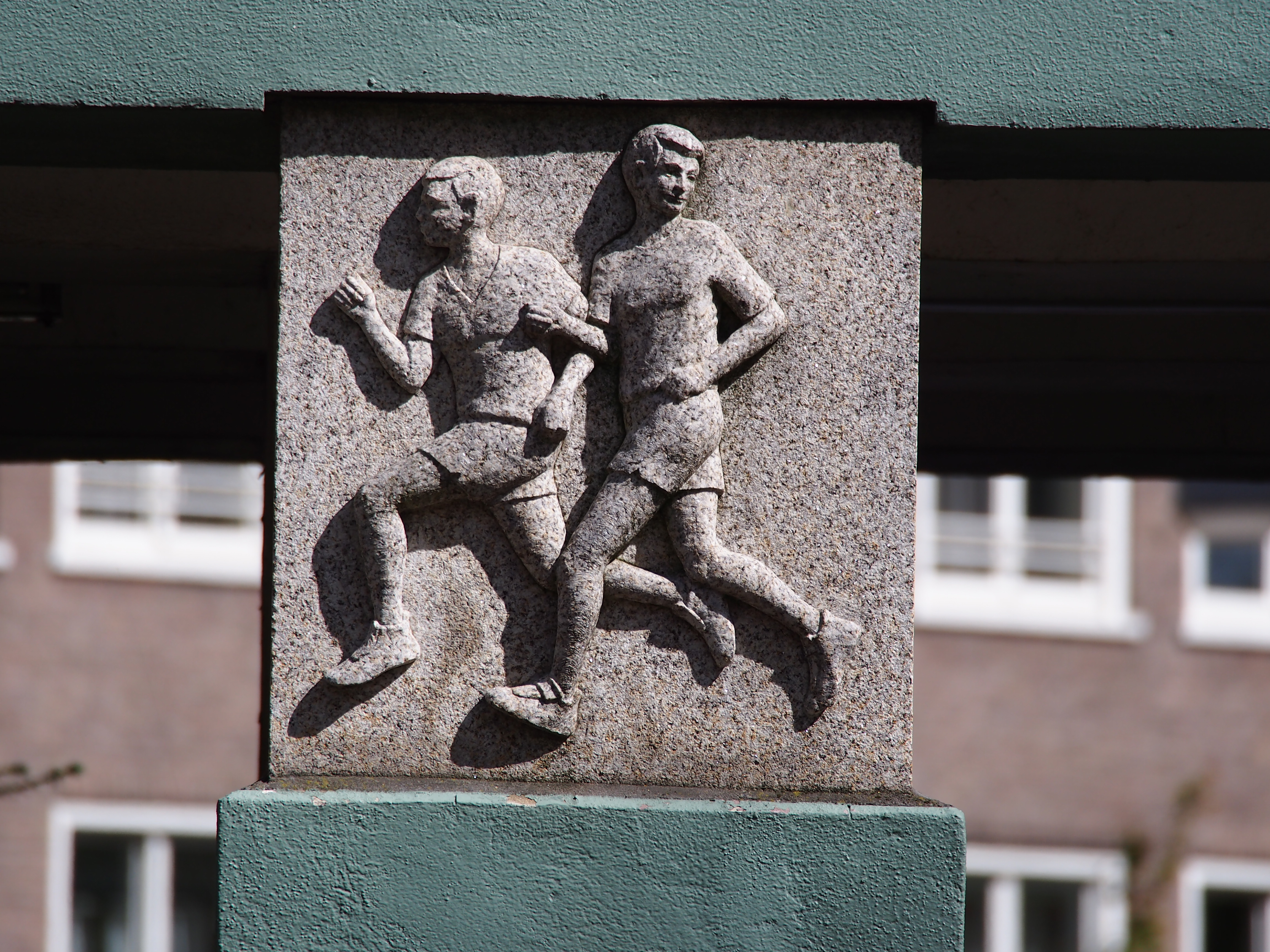
Werk van Katzir ingang Achillesstraat (april 2017)
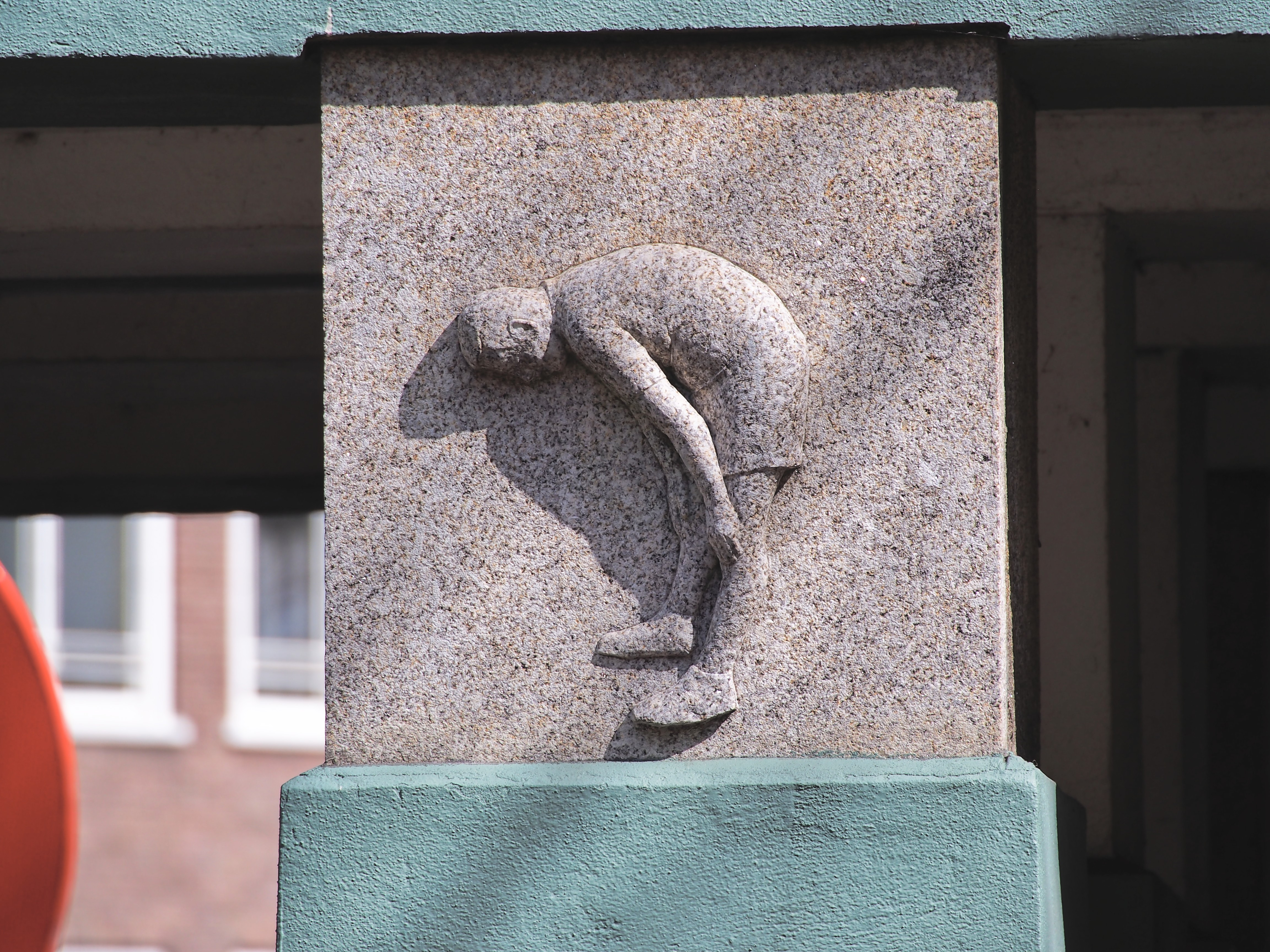
Werk van Katzir ingang Achillesstraat (april 2017)